# Campionati italiani di duathlon del 2022
I Campionati italiani di duathlon del 2022 sono stati organizzati dalla Flipper Triathlon AP, in collaborazione con la Federazione Italiana Triathlon a Pesaro il 3 aprile 2022.
In campo maschile si è imposto per la seconda volta consecutiva Domenico Passuello (TrItaly), mentre la gara femminile è stata vinta da Marta Bernardi (Trievolution) per la terza volta consecutiva.

## Risultati

### Elite uomini
| Pos. | Atleta               | Società sportiva      | Corsa   | Ciclismo | Corsa   | Totale  |
| ---- | -------------------- | --------------------- | ------- | -------- | ------- | ------- |
|      | Domenico Passuello   | Tritaly Asd           | 0.30.44 | 0.59.26  | 0.17.42 | 1.48.25 |
|      | Riccardo Brighi      | Raschiani Triathlon   | 0.28.57 | 1.02.40  | 0.17.12 | 1.49.18 |
|      | Michele Marchelli    | CUS Pro Patria Milano | 0.31.17 | 1.00.34  | 0.17.47 | 1.50.08 |
| 4    | Marco Rinaldi        | CUS Parma             | 0.30.42 | 1.02.53  | 0.17.26 | 1.51.25 |
| 5    | Alessandro Degasperi | Doloteam              | 0.30.44 | 1.02.51  | 0.17.55 | 1.51.57 |
| 6    | Mattia Zontini       | Raschiani Triathlon   | 0.31.16 | 1.03.03  | 0.17.22 | 1.52.06 |
| 7    | Stefano Rigoni       | Run Ran Run T         | 0.30.57 | 1.02.56  | 0.17.41 | 1.52.07 |
| 8    | Stefano Lombardi     | Venus Triathlon       | 0.30.46 | 1.03.44  | 0.17.53 | 1.52.51 |
| 9    | Emanuele Faraco      | Terra Dello Sport     | 0.30.46 | 1.04.25  | 0.17.33 | 1.53.07 |
| 10   | Tommaso Paoletti     | CUS Pro Patria Milano | 0.30.45 | 1.04.28  | 0.17.45 | 1.53.25 |
| 11   | Bruno Pasqualini     | A.s.d. Torino Triath  | 0.32.06 | 1.03.15  | 0.18.01 | 1.53.55 |
| 12   | Daniele Gambitta     | Magma Team            | 0.30.43 | 1.05.46  | 0.17.01 | 1.53.57 |
| 12   | Nicolò Busso         | Magma Team            | 0.32.07 | 1.02.17  | 0.19.04 | 1.53.57 |
| 14   | Riccardo Ridolfi     | T.d. Rimini           | 0.30.45 | 1.05.08  | 0.17.46 | 1.54.11 |
| 15   | Stefano Valente      | Venus Triathlon       | 0.30.45 | 1.05.13  | 0.17.53 | 1.54.17 |
| 16   | Edoardo Petroni      | Team Ladispoli Triat  | 0.32.03 | 1.03.24  | 0.18.30 | 1.54.27 |
| 17   | Gianfranco Cucco     | Sai Frecce Bianche    | 0.31.09 | 1.04.49  | 0.18.08 | 1.54.30 |
| 18   | Emanuele Grenti      | CUS Parma             | 0.30.51 | 1.05.14  | 0.18.26 | 1.55.02 |
| 19   | Filippo Fusaro       | A.s.d. Foligno Triat  | 0.31.18 | 1.05.12  | 0.19.13 | 1.56.12 |
| 20   | Nicola Duchi         | Doloteam              | 0.30.44 | 1.06.48  | 0.18.27 | 1.56.25 |

### Elite donne
| Pos. | Atleta             | Società sportiva      | Corsa   | Ciclismo | Corsa   | Totale  |
| ---- | ------------------ | --------------------- | ------- | -------- | ------- | ------- |
|      | Marta Bernardi     | Tri Evolution         | 0.33.53 | 1.10.23  | 0.19.57 | 2.04.44 |
|      | Federica Frigerio  | Venus Triathlon       | 0.34.30 | 1.12.03  | 0.19.16 | 2.06.18 |
|      | Eleonora Peroncini | Valdigne Triathlon    | 0.36.13 | 1.10.28  | 0.21.24 | 2.08.35 |
| 4    | Margie Santimaria  | Doloteam              | 0.36.49 | 1.12.35  | 0.20.56 | 2.10.47 |
| 5    | Sara Savoia        | Raschiani Triathlon   | 0.35.48 | 1.15.14  | 0.20.19 | 2.11.52 |
| 6    | Chiara Cavalli     | Raschiani Triathlon   | 0.36.13 | 1.14.43  | 0.21.00 | 2.12.35 |
| 7    | Valentina D'angeli | Doloteam              | 0.37.49 | 1.13.06  | 0.21.51 | 2.13.26 |
| 8    | Ilaria Zavanone    | Woman Triathlon       | 0.37.34 | 1.13.20  | 0.21.49 | 2.13.34 |
| 9    | Alberta Miori      | Buonconsiglio Nuoto   | 0.37.14 | 1.14.20  | 0.21.22 | 2.13.42 |
| 10   | Cristina Ventura   | Magma Team            | 0.36.08 | 1.16.45  | 0.21.23 | 2.14.47 |
| 11   | Valentina Odaldi   | Doloteam              | 0.37.55 | 1.14.41  | 0.23.30 | 2.16.45 |
| 12   | Maria Casciotti    | Cesena Triathlon      | 0.36.06 | 1.17.42  | 0.23.05 | 2.17.32 |
| 13   | Arianna Valenti    | Doloteam              | 0.36.02 | 1.20.04  | 0.21.57 | 2.18.47 |
| 14   | Silvia Ardizzoni   | Cus Ferrara           | 0.37.00 | 1.19.43  | 0.21.30 | 2.18.57 |
| 15   | Elena Meldoli      | Cesena Triathlon      | 0.38.28 | 1.17.38  | 0.22.45 | 2.19.38 |
| 16   | Sara Speroni       | Valdigne Triathlon    | 0.36.14 | 1.21.12  | 0.21.51 | 2.20.03 |
| 17   | Michela Morsini    | Tts                   | 0.39.40 | 1.17.48  | 0.22.52 | 2.20.56 |
| 18   | Alessia Roggiero   | CUS Pro Patria Milano | 0.37.30 | 1.20.20  | 0.23.01 | 2.21.21 |
| 19   | Cristina Mercuri   | A.s.d. Foligno Triat  | 0.37.49 | 1.20.41  | 0.22.17 | 2.21.49 |
| 20   | Chiara Costamagna  | Valdigne Triathlon    | 0.39.27 | 1.18.35  | 0.23.08 | 2.21.54 |